# Аларкон
Аларкон (ісп. Alarcón) — муніципалітет в Іспанії, у складі автономної спільноти Кастилія-Ла-Манча, у провінції Куенка. Населення — 177 осіб (2010).
Муніципалітет розташований на відстані близько 170 км на південний схід від Мадрида, 60 км на південь від Куенки. Неподалік знаходиться однойменна гребля.
На території муніципалітету розташовані такі населені пункти: (дані про населення за 2010 рік)
- Аларкон: 175 осіб
- Серро-де-Техерас: 2 особи

## Демографія
Динаміка населення (INE ):

## Галерея зображень

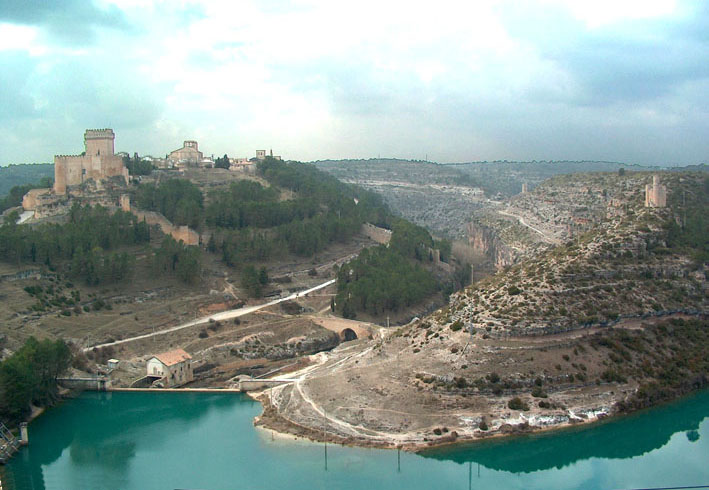
Аларкон